# یوناس ویند
یوناس ویند (انگلیسی: Jonas Wind؛ زادهٔ ۷ فوریهٔ ۱۹۹۹) بازیکن فوتبال اهل دانمارک است.
از باشگاه‌هایی که در آن بازی کرده‌است می‌توان به باشگاه فوتبال کپنهاگن اشاره کرد.
وی همچنین در تیم‌های ملی فوتبال زیر ۲۱ سال دانمارک، و دانمارک بازی کرده‌است.